# Liste der Bodendenkmäler in Weilheim in Oberbayern
Auf dieser Seite sind die Bodendenkmäler in der oberbayerischen Stadt Weilheim in Oberbayern zusammengestellt. Diese Tabelle ist eine Teilliste der Liste der Bodendenkmäler in Bayern. Grundlage ist die Bayerische Denkmalliste, die auf Basis des Bayerischen Denkmalschutzgesetzes vom 1. Oktober 1973 erstmals erstellt wurde und seither durch das Bayerische Landesamt für Denkmalpflege geführt wird. Die folgenden Angaben ersetzen nicht die rechtsverbindliche Auskunft der Denkmalschutzbehörde.

## Bodendenkmäler der Gemeinde

### Bodendenkmäler in der Gemarkung Deutenhausen
| Lage                                      | Objekt | Akten-Nr.     | Bild           |
| ----------------------------------------- | --- | ------------- | -------------- |
| Deutenhausen (Standort)                   | Körpergräber des frühen Mittelalters. | D-1-8133-0032 |                |
| Deutenhausen (Standort)                   | Verebneter Grabhügel vorgeschichtlicher Zeitstellung. | D-1-8133-0034 |                |
| Deutenhausen (Standort)                   | Verebneter Grabhügel vorgeschichtlicher Zeitstellung. | D-1-8133-0035 |                |
| Deutenhausen (Standort)                   | Weitgehend verebnete Grabhügel mit Bestattungen der Bronzezeit. | D-1-8133-0036 |                |
| Deutenhausen (Standort)                   | Grabhügel vorgeschichtlicher Zeitstellung. | D-1-8133-0038 |                |
| Deutenhausen (Standort)                   | Burgstall des hohen oder späten Mittelalters. | D-1-8133-0040 |                |
| Deutenhausen (Standort)                   | Siedlung frühgeschichtlicher Zeitstellung. | D-1-8133-0041 |                |
| Deutenhausen Kirchstraße 2 (Standort)     | Untertägige mittelalterliche und frühneuzeitliche Befunde im Bereich der Katholischen Pfarrkirche St. Michael in Marnbach und ihrer Vorgängerbauten. Siehe auch: St. Michael (Marnbach), Marnbach                  | D-1-8133-0067 | weitere Bilder |
| Deutenhausen Von-Tuto-Straße 2 (Standort) | Untertägige mittelalterliche und frühneuzeitliche Befunde im Bereich der Katholischen Filialkirche St. Johannes d.T. in Deutenhausen und ihrer Vorgängerbauten. Siehe auch: St. Johannes der Täufer (Deutenhausen) | D-1-8133-0080 | weitere Bilder |
| Deutenhausen (Standort)                   | Untertägige frühneuzeitliche Befunde im Bereich der Katholischen Kapelle St. Augustinus in Gossenhofen. | D-1-8133-0083 |                |
| Deutenhausen (Standort)                   | Abgegangene Kirche des späten Mittelalters oder der frühen Neuzeit. | D-1-8133-0084 |                |

### Bodendenkmäler in der Gemarkung Unterhausen
| Lage                                   | Objekt | Akten-Nr.     | Bild |
| -------------------------------------- | --- | ------------- | ---- |
| Unterhausen (Standort)                 | Siedlung und Bestattungsplatz mit Kreisgräben vor- und frühgeschichtlicher Zeitstellung. Siehe auch: Kreisgraben                                                                                          | D-1-8132-0056 |      |
| Unterhausen (Standort)                 | Verebnete Grabhügel vorgeschichtlicher Zeitstellung. | D-1-8132-0057 |      |
| Unterhausen (Standort)                 | Siedlung vor- und frühgeschichtlicher Zeitstellung. | D-1-8132-0058 |      |
| Unterhausen (Standort)                 | Körpergräber des frühen Mittelalters. | D-1-8132-0070 |      |
| Unterhausen (Standort)                 | Körper- und Tuffplattengräber des frühen Mittelalters. | D-1-8132-0071 |      |
| Unterhausen (Standort)                 | Siedlung vor- und frühgeschichtlicher Zeitstellung. | D-1-8132-0076 |      |
| Unterhausen (Standort)                 | Straße der römischen Kaiserzeit (Teilstück der Trasse Augsburg-Brenner). | D-1-8132-0122 |      |
| Unterhausen Im Kirchwinkl 6 (Standort) | Untertägige mittelalterliche und frühneuzeitliche Befunde im Bereich der Katholischen Pfarrkirche Mariä Heimsuchung in Unterhausen und ihrer Vorgängerbauten. Siehe auch: Mariä Heimsuchung (Unterhausen) | D-1-8132-0151 |      |

### Bodendenkmäler in der Gemarkung Weilheim i.OB
| Lage                                           | Objekt | Akten-Nr.     | Bild                                                          |
| ---------------------------------------------- | --- | ------------- | ------------------------------------------------------------- |
| Weilheim i.OB (Standort)                       | Abschnittsbefestigung des frühen oder hohen Mittelalters (Hechenberg). Siehe auch: Gögerlburg | D-1-8132-0059 | weitere Bilder                                                |
| Weilheim i.OB (Standort)                       | Abschnittsbefestigung des frühen oder hohen Mittelalters (Gögerl). Siehe auch: Abschnittsbefestigung Gögerl | D-1-8132-0060 | weitere Bilder                                                |
| Weilheim i.OB (Standort)                       | Straße der römischen Kaiserzeit (Teilstück der Trasse Augsburg-Brenner). | D-1-8132-0061 |                                                               |
| Weilheim i.OB (Standort)                       | Körpergräber des frühen Mittelalters und untertägige spätmittelalterliche und frühneuzeitliche Befunde im Bereich der Katholischen Friedhofskirche St. Salvator und Sebastian in Weilheim i.OB sowie abgegangene Friedhofskapelle der frühen Neuzeit. Siehe auch: Körpergrab, Mittelalter, St. Salvator und Sebastian (Weilheim in Oberbayern) | D-1-8132-0062 | weitere Bilder                                                |
| Weilheim i.OB Unterer Graben 48 (Standort)     | Untertägige mittelalterliche und frühneuzeitliche Befunde im Bereich der Katholischen Stadtpfarrkirche St. Hippolyt in Weilheim i.OB-St. Pölten und ihrer Vorgängerbauten sowie Tuffplatten- und Körpergräber des frühen Mittelalters. Siehe auch: St. Pölten (Weilheim in Oberbayern)                                                         | D-1-8132-0066 | weitere Bilder                                                |
| Weilheim i.OB (Standort)                       | Untertägige mittelalterliche und frühneuzeitliche Befunde im Bereich der Katholischen Filialkirche St. Johannes d.T. in Töllern und ihres Vorgängerbaus sowie des ehemaligen Leprosenhauses. Siehe auch: St. Johann (Weilheim in Oberbayern)                                                                                                   | D-1-8132-0067 | weitere Bilder                                                |
| Weilheim i.OB Marienplatz 3 (Standort)         | Untertägige mittelalterliche und frühneuzeitliche Befunde im Bereich der Katholischen Stadtpfarrkirche Maria Himmelfahrt in Weilheim i.OB. und ihrer Vorgängerbauten. Siehe auch: Stadtpfarrkirche Mariä Himmelfahrt (Weilheim) | D-1-8132-0069 | weitere Bilder                                                |
| Weilheim i.OB (Standort)                       | Körpergräber vor- und frühgeschichtlicher Zeitstellung. | D-1-8132-0073 |                                                               |
| Weilheim i.OB (Standort)                       | Körpergräber vor- und frühgeschichtlicher Zeitstellung. | D-1-8132-0074 |                                                               |
| Weilheim i.OB (Standort)                       | Grabhügel vorgeschichtlicher Zeitstellung. | D-1-8132-0075 |                                                               |
| Weilheim i.OB (Standort)                       | Grabhügel vorgeschichtlicher Zeitstellung. | D-1-8132-0077 |                                                               |
| Weilheim i.OB (Standort)                       | Untertägige mittelalterliche und frühneuzeitliche Befunde im Bereich der ehemalige Stadtbefestigung von Weilheim i.OB. | D-1-8132-0078 |                                                               |
| Weilheim i.OB (Standort)                       | Verebnete Grabhügel vorgeschichtlicher Zeitstellung. | D-1-8132-0100 |                                                               |
| Weilheim i.OB (Standort)                       | Straße der römischen Kaiserzeit (Teilstück der Trasse Augsburg-Brenner). | D-1-8132-0119 | Bodendenkmal D-1-8132-0119                                    |
| Weilheim i.OB (Standort)                       | Untertägige mittelalterliche und frühneuzeitliche Siedlungsteile der historischen Altstadt von Weilheim i.OB. | D-1-8132-0124 |                                                               |
| Weilheim i.OB (Standort)                       | Untertägige spätmittelalterliche und frühneuzeitliche Siedlungsteile der Oberen Stadt von Weilheim i.OB. Siehe auch: neuzeit | D-1-8132-0129 |                                                               |
| Weilheim i.OB Fischergasse 5 (Standort)        | Untertägige spätmittelalterliche und frühneuzeitliche Befunde im Bereich der Katholischen Kapelle Hl. Kreuz in Weilheim i.OB und ihres Vorgängerbaus. | D-1-8132-0149 | Untertägige spätmittelalterliche und frühneuzeitliche Befunde |
| Weilheim i.OB (Standort)                       | Abgegangenes Spital mit Kapelle des späten Mittelalters und der frühen Neuzeit (Hl.-Geist-Spital in Weilheim i.OB). | D-1-8132-0153 |                                                               |
| Weilheim i.OB Münchener Straße 2 (Standort)    | Untertägige frühneuzeitliche Befunde im Bereich des ehemaligen Franziskanerklosters in Weilheim i.OB. (heute Hl.-Geist-Spital). | D-1-8132-0154 | Untertägige frühneuzeitliche Befunde                          |
| Weilheim i.OB (Standort)                       | Untertägige mittelalterliche und frühneuzeitliche Siedlungsteile im Bereich der südlichen Vorstadt St. Pölten von Weilheim i.OB. | D-1-8132-0155 |                                                               |
| Weilheim i.OB Johann-Baur-Straße 57 (Standort) | Untertägige frühneuzeitliche Befunde im Bereich der Katholischen Kapelle Christus in der Rast (sog. Rastkapelle) in Weilheim i.OB und ihres Vorgängerbaus. | D-1-8132-0157 | Untertägige frühneuzeitliche Befunde                          |
| Weilheim i.OB Hofstraße 23 (Standort)          | Untertägige mittelalterliche und frühneuzeitliche Befunde im Bereich des ehemaligen herzoglichen Pflegschlosses in Weilheim i.OB und seiner Vorgängerbauten. | D-1-8132-0175 | weitere Bilder                                                |